# (5072) Hioki
(5072) Hioki est un astéroïde de la ceinture principale découvert le 9 octobre 1931 par l'astronome allemand Karl Wilhelm Reinmuth.

## Historique
Le lieu de découverte, par l'astronome allemand Karl Wilhelm Reinmuth, est Heidelberg (024).
Sa désignation provisoire, lors de sa découverte le 9 octobre 1931, était 1931 TS1.

## Caractéristiques
Sa distance minimale d'intersection de l'orbite terrestre est de 1,651 060 ua.